# Episodi de I ragazzi della 3ª C (terza stagione)
La terza stagione della serie televisive I ragazzi della 3ª C è stata trasmessa in Italia dal 7 marzo al 23 maggio 1989 su Italia 1.
| nº | Titolo                            | Prima TV Italia |
| -- | --------------------------------- | --------------- |
| 1  | Vacanze al mare                   | 7 marzo 1989    |
| 2  | Alla ricerca del bronzino perduto | 14 marzo 1989   |
| 3  | Colpo grosso al Liceo Leopardi    | 21 marzo 1989   |
| 4  | Tele 3ª C                         | 28 marzo 1989   |
| 5  | La casa magica                    | 4 aprile 1989   |
| 6  | La sfilata                        | 11 aprile 1989  |
| 7  | Il baby                           | 18 aprile 1989  |
| 8  | Il sosia di Bruno Sacchi          | 2 maggio 1989   |
| 9  | Daniele e Rossella si lasciano    | 9 maggio 1989   |
| 10 | Il fidanzamento di Bruno          | 16 maggio 1989  |
| 11 | Dieci anni dopo                   | 23 maggio 1989  |

## Vacanze al mare
- Diretto da:
- Scritto da:

### Trama
Superata la maturità, la classe si concede una meritata vacanza a Tropea. Ma l'agenzia, per errore, affitta la stessa villa a Zampetti e ai Sacchi. Zampetti non sopporta la presenza di Bruno, di Amalia Sacchi e degli altri ragazzi invitati da Bruno, ma deve adeguarsi. Qui, il principe Leopoldo Pallavicini Della Rocca, giovane rampollo di nobile famiglia ma travolto dai debiti, comincia a corteggiare con insistenza Sharon per ottenere l'eredità con un matrimonio di convenienza. Ma i ragazzi lo smascherano, trovando in un armadietto un quaderno con registrati i debiti del principe e fatture della SIP e dell'Enel non pagate. Una sera, credendo di ricevere a cena Sharon e suo padre, il principe si trova davanti i creditori, avvisati dai ragazzi, e fugge via.

## Alla ricerca del bronzino perduto
- Diretto da:
- Scritto da:

### Trama
A Tropea, i ragazzi partecipano a una caccia al tesoro. Chicco e Bruno, cercando gli improbabili oggetti richiesti dal regolamento della gara, si intromettono in un set cinematografico e subiscono gli insulti dell'aiuto regista Scorcelletti (Ugo Conti) e cacciati via. Il giorno successivo i ragazzi ritornano da Scorcelletti perché vorrebbero essere ingaggiati come attori. Scorcelletti accetta e insieme al regista (Claudio Risi), uomo misterioso e di poche parole, coinvolge la 3ª C in improbabili riprese cinematografiche ispirate ad Indiana Jones. A causa di un equivoco i ragazzi sospettano che Scorcelletti e il regista vogliano rubare il Bronzino, una statua antica che sarebbe nascosta da qualche parte, nei dintorni del set cinematografico. 
Bruno, senza volerlo, trova una statua e tutti credono sia il Bronzino. Davanti alla polizia i ragazzi si sentono orgogliosi perché credono di aver incastrato il ladri del Bronzino, ma durante una breve colluttazione con Scorcelletti la statua cade e si frantuma: non è una statua antica e nemmeno di bronzo, ma di gesso. Il giorno successivo i ragazzi meditano su quanto è successo e sulla figuraccia fatta, quando una ragazzina li avvicina chiedendo loro un autografo; pensano di firmare il primo autografo alla loro prima ammiratrice. In realtà la ragazzina è Debora, la figlia di Scorcelletti, con la fattura per il pagamento dei danni alla statua di gesso: ottocentomila Lire più IVA.
- L'episodio è una parodia del film I predatori dell'arca perduta, primo film della serie che vede protagonista il personaggio di Indiana Jones.

## Colpo grosso al Liceo Leopardi
- Diretto da:
- Scritto da:

### Trama
Chicco è troppo affezionato alla scuola per lasciarla. Dopo gli incredibili risultati degli esami, con Chicco promosso e Tisini bocciata, i ragazzi, con l'aiuto di Mauro, cugino di Puccio finito in prigione, organizzano un ardito piano per entrare furtivamente nella segreteria della scuola e falsificare i verbali. Tentano più volte di sottrarre le chiavi della segreteria al loro ormai ex professore d'italiano e addirittura entrano furtivamente in casa sua; a questo punto il professore, esasperato, li caccia via a colpi di fucile. Tutta fatica sprecata perché Tisini, dopo aver fatto ricorso al TAR (Tribunale Amministrativo Regionale), supererà brillantemente la maturità mettendo addirittura la commissione in difficoltà: il presidente della commissione nasconde un segreto che rovinerà la sua reputazione.

## Tele 3ª C
- Diretto da:
- Scritto da:

### Trama
I ragazzi scoprono che Mauro dirige una piccola emittente televisiva e si fanno assumere per lavorare in televisione. Si cimentano così in approssimativi talk show, interviste, quiz televisivi, televendite e spot pubblicitari per gli immancabili salumi Zampetti. Alla fine, ripresi a loro insaputa dalle telecamere lasciate accese, saranno notati da Silvio Berlusconi (all'epoca non ancora entrato in politica e noto solo come imprenditore di reti televisive).

## La casa magica
- Diretto da:
- Scritto da:

### Trama
I ragazzi, oramai universitari, decidono di andare a vivere da soli. Trovato l'annuncio per un appartamento grande e lussuoso ad un prezzo irrisorio, vi si trasferiscono tutti. Il problema è che la casa è infestata dal presunto fantasma del mago che vi abitava in precedenza, e cominciano ad accadere strani eventi sovrannaturali. Ma alla fine scopriranno che il responsabile è Igor (Sandro Ghiani), il maggiordomo del mago, che spaventava tutti gli acquirenti dell'appartamento per timore di essere mandato via. I ragazzi si commuovono e decidono di tenerlo al loro servizio.
- In questo episodio, per la prima volta, i ragazzi della terza C sono consapevoli di essere i protagonisti di un telefilm, infatti Bruno, nella parte finale della puntata, sintonizza la TV sul canale che trasmette il telefilm ed assiste alle scene vissute pochi attimi prima ed ha addirittura un colloquio con il "sé stesso" della TV.
- L'episodio è stato filmato avvalendosi della consulenza del Mago Silvan.

## La sfilata
- Diretto da:
- Scritto da:

### Trama
Per coronare il sogno di diventare stilista, Sharon organizza una sfilata di moda in casa, usando Chicco e Massimo come modelle. Ma i problemi non mancano: dagli usurai a cui i ragazzi si rivolgono per finanziare la sfilata, al professore d'italiano che s'innamora di una delle "modelle".
- L'episodio contiene una scena ripresa dal film Fantozzi: Bruno spia Sharon dalla porta socchiusa nel tentativo di sottrarle un disegno che sta realizzando; Sharon distrattamente chiude la porta, ma la mano di Bruno resta incastrata procurandogli un dolore lancinante. Per non essere scoperto, Bruno fugge lontano per sfogare tutto il suo dolore con un urlo straziante.

## Il baby
- Diretto da:
- Scritto da:

### Trama
Per pagarsi gli studi i ragazzi diventano baby-sitter, ma Francesco (Paolo Vivio), un ragazzino tremendo di 10 anni, lasciato loro dai genitori per otto giorni, metterà sottosopra la casa. Così si rendono conto di quanto sia difficile e complicato "fare il genitore", soprattutto quando si deve trattare con i "bambini di oggi", fin troppo svegli e maliziosi: certo che le generazioni cambiano e non è rimasto più nulla dell'innocenza dei bambini di una volta.

## Il sosia di Bruno Sacchi
- Diretto da:
- Scritto da:

### Trama
Un criminale super ricercato, detto la "Iena", identico a Bruno viene scambiato per lui sia dai ragazzi, che dagli stessi genitori e dalla polizia con le inevitabili conseguenze negative. Ma grazie ad Amalia Sacchi che prepara alla "Iena" un pranzo luculliano e una torta che si rivela una bomba calorica, il criminale finisce ko e catturato dalla polizia. Sembra tutto finito, ma la televisione dà una notizia sconcertante: Adolf Hitler è vivo! Ha fatto una plastica facciale per non essere riconosciuto. Sullo schermo televisivo appare Hitler con la sua nuova faccia, identica a quella di Bruno. 
- L'episodio è un omaggio al film Fracchia la belva umana.

## Daniele e Rossella si lasciano
- Diretto da:
- Scritto da:

### Trama
In seguito ad una partecipazione televisiva di Daniele ad Il gioco delle coppie, Rossella lo lascia. La crisi della coppia non risparmia nessuno, nemmeno due mitici, indivisibili, eterni fidanzati come Daniele e Rossella. I due fidanzatini improvvisamente si accorgono che la monotonia sta distruggendo il loro rapporto, niente più emozioni, niente più cose da dirsi. L'unica soluzione è la separazione. I ragazzi cercano di confortare Daniele e Rossella propinando loro altri possibili fidanzati. Ogni sforzo sembra però inutile e i ragazzi incominciano a chiedersi se Daniele e Rossella riusciranno mai a diventare due veri single e a vivere lontani l'uno dall'altra. Ma alla fine l'amore trionferà e i due torneranno insieme.

## Il fidanzamento di Bruno
- Diretto da:
- Scritto da:

### Trama
All'università Bruno conosce Marzia (Sonia De Gaudenz) perché devono sostenere lo stesso esame e lo prepareranno insieme. Marzia è una ragazza affascinante e sussiegosa e, innamorandosi di lei, Bruno si dichiara ufficialmente davanti alla classe e ai genitori durante un pranzo in una trattoria: Marzia vuole bene a Bruno, ma solo come a un fratello e abbandona la compagnia insieme al suo fidanzato. Dall'inevitabile delusione, tuttavia, Bruno ne uscirà più forte e sicuro di sé.

## Dieci anni dopo
- Diretto da:
- Scritto da:

### Trama
Aspettando che Daniele gli porti la torta di compleanno, Bruno si addormenta e sogna il futuro suo e dei compagni. Massimo, scopertosi omosessuale, si è innamorato di Bruno; Chicco è un professore divorziato con figlio studiosissimo e laziale; "Totip" è sempre nel suo bar e appena vede Chicco lo riconosce subito, nonostante il tempo passato, e gli mostra la sua foto segnaletica con la scritta "Vivo o morto"; Elias e Tisini da bruttine si sono trasformate in due eleganti signore; Zampetti è caduto in disgrazia e fa il giardiniere, agli ordini di Aziz, nella sua ex villa dove ora vivono i Sacchi, che hanno fatto fortuna grazie a una clamorosa vincita al Totip.
Igor, l'ex maggiordomo, è diventato proprietario della ex casa dei ragazzi e di un'altra dimora più grande; Mauro si presenta in casa di Chicco vestito da frate e sembra abbia fatto voto di povertà, ma subito dopo è arrestato dai Carabinieri: è sempre il solito truffatore che vive di espedienti; Daniele e Rossella vivono una storia clandestina, essendo sposati con due persone diverse; Il professore d'italiano è impazzito e ricoverato in una casa di riposo (scambia Bruno per Brunetto Latini e Chicco per Carducci, crede di essere il Sommo Poeta Dante Alighieri e ricorda i suoi migliori alunni: D'Annunzio, Foscolo, Fogazzaro), ma appena riconosce davvero Chicco e Bruno ha una crisi isterica e un'infermiera lo porta via.
Benedetta ha pubblicato un libro dal titolo Accidenti all'occidente che Bruno vede esposto nella cartoleria di Ciro (la dedica del libro recita: "A Bruno Sacchi che mi ha instradata alla sua filosofia: ma che ce frega, ma che c'emporta"): Bruno esclama: "Eccolo là, ci siamo persi pure Benedetta". Ciro inizialmente non lo ricorda, ma quando Bruno tira fuori il portafoglio lo riconosce subito e, come ai vecchi tempi, fra una parola e l'altra lo prende a schiaffi e gli vende libri per un totale di cinquecentomila Lire. Dal canto suo Bruno ha sposato Sharon, convertendola all'amatriciana. Risvegliatosi, Bruno si rende conto di aver sognato e davanti a sé vede i compagni con la torta di compleanno.
Al termine dell'episodio, Bruno Sacchi (rivolgendosi direttamente agli spettatori a casa, "infrangendo la quarta parete") annuncia che probabilmente lui e tutta la classe saranno presenti in TV anche l'anno successivo: ciò è probabilmente un indizio sulla presenza di un progetto di massima per la realizzazione di una successiva quarta stagione della serie, mai però concretizzatosi. 